# Sans complexes
Pour plus de détails, voir Fiche technique et Distribution.
Sans complexes (titre original : How Stella Got Her Groove Back) est un film américain réalisé par Kevin Rodney Sullivan et sorti en 1998.

## Synopsis
Stella Payne, la quarantaine, a réussi sa vie, et élève son fils Quincy en Californie. Elle est convaincue par une amie de New York de prendre des vacances bien méritées en Jamaïque, où elle fait la rencontre d'un jeune homme de vingt ans de moins qu'elle.

## Fiche technique
- Réalisation : Kevin Rodney Sullivan
- Scénario : Ronald Bass et Terry McMillan d'après son roman How Stella Got Her Groove Back
- Musique : Michel Colombier
- Photographie : Jeffrey Jur
- Montage : George Bowers
- Production : Deborah Schindler
- Société de production : Twentieth Century Fox Film Corporation
- Société de distribution : 20th Century Fox (États-Unis)
- Pays :  États-Unis
- Genre : Comédie dramatique et romance
- Durée : 124 minutes
- Date de sortie : 14 août 1998

## Distribution
- Angela Bassett : Stella Payne
- Taye Diggs (VF : Lionel Henry (acteur)) : Winston Shakespeare
- Whoopi Goldberg (VF : Maïk Darah) : Delilah Abraham
- Regina King : Vanessa
- Suzzanne Douglas : Angela
- Michael J. Pagan : Quincy Payne
- Sicily Johnson : Chantel
- Richard Lawson : Jack
- Barry Shabaka Henley : Buddy
- Lee Weaver : Nate
- Glynn Turman : Dr. Shakespeare
- Phyllis Yvonne Stickney : Mrs. Shakespeare
- Denise Hunt : Ms. Thang
- Lisa Hanna : Abby
- James Pickens Jr. : Walter Payne

## Nominations et récompenses
- Meilleure actrice pour Angela Bassett, nommé pour le meilleur film, meilleur scénario, meilleur réalisateur au Festival d'Acapulco
- Nommé lors des American Comedy Awards
- Meilleure actrice pour Angela Bassett, meilleur second rôle pour Whoopi Goldberg lors des Image Awards